# ライオンのごきげんよう
『ライオンのごきげんよう』は、フジテレビ系列にて1991年（平成3年）1月7日から2016年（平成28年）3月31日まで平日の13時台前半に放送されていた帯トークバラエティ番組である。1991年（平成3年）1月7日から2015年（平成27年）3月27日までは毎週平日（月曜日から金曜日まで）の13:00 - 13:30（JST）に放送されて、2015年（平成27年）3月30日から2016年（平成28年）3月31日までは毎週平日（月曜日から金曜日まで）の12:55 - 13:25（JST）に放送されていた。CMに入る時のタイトルロゴと通称は『ごきげんよう』。

## 概要
司会の小堺一機を中心に、ゲストが順番にサイコロを振って、サイコロに書いてあるテーマに沿ったトークをしていく番組。ハイビジョン制作・字幕放送、2004年2月よりステレオ放送・解説放送が実施されていた。
1964年10月放送開始の『ライオン奥様劇場』から続く同時間帯におけるライオンの一社提供番組であり、タイトルにも冠しているが、当番組のヒッチハイク枠で他企業のCMが流されている。1991年1月7日に、ライオンの創立100周年を機に会社ロゴ表記がカタカナの「ライオン」からアルファベットの「LION」へ（CI導入に伴い）変更されたことを機に、それまで同時間帯に放送していた小堺司会の番組『ライオンのいただきます』→『ライオンのいただきますII』の後継番組としてスタート。

小堺のほかにはスポンサー・ライオンのキャラクター「ライオンちゃん」の着ぐるみも『いただきます』に引き続き出演していた。小堺のアシスタント的な動きをするが、基本的には番組本編には関わらない。番組終了後は、枠拡大後の『バイキング』→『ポップUP!』→『ぽかぽか』の1コーナーや、後継番組として新しく設けられたライオンの一社提供枠『ライオンのグータッチ』、『ライオンのミライモンスター』に出演していた。
前身番組『いただきます』ではスタジオアルタからの生放送であったが、当番組では撮って出し形式であった。2014年3月までは毎週水曜日にお台場のフジテレビ本社スタジオ（1997年3月のフジテレビお台場移転前は東京テレビセンター浜町スタジオで収録）で一週間分の収録（観覧方法は公式サイトに掲載）が行われていた。
2014年3月31日から12月末までは、フジテレビ本社V3スタジオから毎週月曜日の13時より月曜日放送分を生放送し、以後火曜日 - 金曜日の放送分を収録する方式となった。『いただきますII』以来23年3ヶ月ぶりにこの枠の生放送が復活した。2015年以降は再び全曜日収録となっていた（収録は毎週火曜日）。
「サイコロトーク」は長らく毎回3組のゲストが出演し、3組のゲストのうち1組が3日間に渡って出演するシステムであった。ゲストは1回に1人（1組）ずつ交代していき、1人（1組）につき都合3回出演する。木曜・金曜に登場したゲストは次の週に繰り越して出演する（2週分の収録に参加する必要がある）。基本的に1日おきにゲストが男女交互に登場する。収録は月曜日 - 水曜日放送分が第1部、木曜日 - 金曜日放送分が第2部の2部構成。1部と2部では観客の総入れ替えを行っている（このパターンとは異なる時期あり）。なおこの流れとは別に「○○トリオフェア（後述）」など特別企画を放送することがある。
また、年1 - 2回、地方のホールにて公開録画を行っていた。
当初はサイコロはなく、事前取材を基にあらかじめ決められた3つのテーマにより話をしてもらうコーナーと、一週間同じゲストに出てもらう歌のコーナーがあった。スタジオに観客はなく、台本で決められた進行・台詞で収録が行われていた。更に2つ目のテーマはゲストの思い出の曲で、曲名をさわやかで落ち着いたBGM（サウンドファクトリーのフリーBGMを使用）とともにダジャレで表現（例：「波止場」であったら、「鳩」が「いないいないばあ」をする「鳩ばあ」と表現するオブジェ。また使われたオブジェは、視聴者からの強い要望で視聴者プレゼントとなった）、それを小堺が当てるコーナーがあった。第1回のゲストは八千草薫と、歌のコーナーは美川憲一であった。また、裏番組の出演者やスポンサーの関係上、花王やP&GのCM出演者などは出演できなかった。
「サイコロトーク」が登場したのは開始から8ヶ月後からであった。収録番組でありながら生放送のようなハプニング性を採り入れるべく、放送作家の鶴間政行が発案し、当時構成作家の一人であった高平哲郎が提案した企画がサイコロトークである。このサイコロトークを「夏休み特別企画」として同年7月29日放送から8月2日放送まで1週間の間に放送したところ視聴者から好評だったため、同年9月9日放送分からレギュラー化、さらに『いただきます』同様、スタジオに観客を入れる形式に戻し、番組のオープニングテーマも東京パノラママンボボーイズの『マンボのビート』へ変更され2002年3月まで10年半の長期にわたって使用された。サイコロトークの最初（夏休み特別企画時）のゲストは結城貢、早見優、佐野量子（同年7月29日）。レギュラー化後初日ゲストはマルシア、松尾伴内、高見恭子（同年9月9日）。1993年4月29日（みどりの日）には、番組歴代最高となる視聴率22.2%を記録した。
2014年3月31日の放送回から、各曜日のオープニング企画を刷新。内容は「お台場花だより」（花田よりみち）、「有名人！ 意外なトコロライブSHOW」（ものまね芸人軍団）、「思い出ソングショー」（阿佐ヶ谷姉妹）、「あなたの知らない本当の自分～エニアグラムで性格診断～」（ティム・マクリーン）、「賢女の法則」 （黒川伊保子）。
2014年10月6日の放送回から12月末にかけて、前番組の『いただきます』から数えて30周年を迎えたことを記念し、「お昼の1時で30年!」と題して12月までの3か月間は特別企画として放送。「3人のゲストが1人ずつ入れ替わっていく」のではなく、特定の共通性のある2 - 3組のゲストが登場する形式となった（ゲストが1組だったり、2日連続の場合もあった）。サイコロの出目もその日のゲストに合わせた内容となった。2015年以降も日替わりゲスト制は継続（同時に月曜日の生放送を終了）され、24年間続いたゲスト入れ替え制は廃止された。
2015年4月20日の放送回からは、番組初となるアシスタント（兼レポーター）として田淵裕章（フジテレビアナウンサー）を起用。オープニングナレーションを務めたほか、スタジオで企画コーナーの進行を行い小堺を補佐した（5月18日 - 22日の1週間だけ、ハワイに行ったため、先輩アナウンサーの牧原俊幸がアシスタントを務めた）。
2000年から10月の第2月曜日（体育の日）の『出雲駅伝』中継の際は放送休止となる。また、大事件・大事故・地震などの災害や関心ごとが高い会見が発生した際にはFNN報道特別番組が編成され放送休止となる。その場合、翌日以降の通常時間帯での放送に支障をきたさないように翌日未明（当日深夜）に振替放送している（1991年1月 - 1994年3月まではFNN NEWSCOM&プロ野球ニュースの後ステブレ接続、1994年4月 - 2003年3月まではニュースJAPANの後ステブレ接続、2003年4月 - 2014年3月まではニュースJAPAN&感動ファクトリー すぽると!の後ステブレ接続、2014年4月から2015年3月までは月曜 - 木曜放送分のみ第8地区エリア1とエリア2のつなぎ番組扱い（金曜放送分はニュースJAPAN&すぽると!の後ステブレ接続）だったが2015年4月 - 最終回まではあしたのニュース&すぽると!の後ステブレ接続）。ただし、2011年3月14日から18日は11日の放送後に発生した東北地方太平洋沖地震（東日本大震災）に関する『FNNスピーク』拡大版を放送したため休止となり、栃木からの公開収録の回は『森田一義アワー 笑っていいとも!』の「テレフォンショッキング」のつながりの関係で一時お蔵入りとなったが、3月21日から3月25日にかけて放送された。
放送時間は開始から一貫して13:00 - 13:30であったが、2015年3月30日よりフジテレビが午後の新ワイドショー『直撃LIVE グッディ!』を立ち上げ、開始時刻を13:55とするため、『バイキング』を同年3月27日までより5分早終了とし、本番組および『東海テレビ制作昼の帯ドラマ』の放送時間がそれぞれ5分繰り上げられる。これにより、1964年10月開始の『ライオン奥様劇場』以来続いたフジテレビ昼のライオン提供帯番組は、50年半で初めてフライングスタートとなった。

### 記念放送回
1995年9月12日に放送1000回、1999年8月25日に放送2000回、2003年8月4日に放送3000回、2007年7月2日に放送4000回、2011年6月16日に放送5000回、2013年8月20日に5555回、2015年5月22日に6000回を達成した。
2011年1月に放送20周年、2014年10月で『ライオンのいただきます』放送開始から13:00開始の番組を司会の小堺一機が担当してから通算で30周年を迎えた。当番組自体は放送開始から25周年を迎えた。
2013年8月20日の放送で5555回を迎え、その日の放送では番組史上初めて外国人ゲスト（トミー・リー・ジョーンズ、マシュー・フォックス、横綱・白鵬）に出張サイコロを行なった。

## 番組の終焉とライオン一社提供枠の移行
2015年10月28日付スポーツニッポンにて、フジテレビが2016年4月度の改編で、平日昼の時間枠の大改編を進める計画があり、13時台に放送されてきた本番組と東海テレビ制作昼の帯ドラマを終了させることが決まったと報じられた。同年11月17日に、フジテレビ側が本番組の終了、および2016年4月から小堺出演番組を別枠で放送開始することを正式発表した。本番組および『昼の帯ドラマ』の後枠として、2016年4月4日より『バイキング』を11:55 - 13:45に50分後拡大および『直撃LIVE グッディ!』を番組全体で13:45からの10分前拡大（第1部は10分繰り上げ・5分拡大、第2部は5分前拡大）で放送している。
これにより、本番組は25年3か月の歴史に終止符を打ち、同時に連続ドラマ枠『ライオン奥様劇場』から52年にわたる、平日お昼のライオン一社提供番組としては終止符を打った。本番組終了後はそれに伴い拡大された『バイキング』の13時またぎのコーナーをライオン提供枠で継続しているほか、ライオン一社提供番組は『ライオンのグータッチ』（土曜9:55 - 10:25、2016年4月2日放送開始）に移行されている。その後、『ライオンのグータッチ』は2022年3月まで6年間放送された後、2022年4月からは『ミライ☆モンスター』(日曜11:15-11:45)に移行されている。その後、2023年9月末で『バイキング』～『バイキングMORE』～『ポップUP!』～『ぽかぽか』まで続いた13時またぎのコーナーをライオン1社提供を終了し、それから1年後の2024年9月末で『ミライ☆モンスター』の1社提供を終了し、完全にライオン1社提供番組が全廃された。また、フジテレビでの小堺出演番組自体は『かたらふ〜ぼくたちのスタア〜』（土曜17:00 - 17:30、2016年4月9日開始。ただしローカルセールス枠）が放送開始されている。
最終回前日となった2016年3月30日（水曜日）の通常放送の最後のゲストは、小堺と親交が深く、番組にも『いただきます』時代から関連の深い明石家さんま、関根勤、中山秀征が出演した。なお、同日夜にはスペシャル番組『ライオンのごきげんようゴールデン! 大物だらけのサイコロSP』が放送された（詳細はこちらを参照）。翌日の3月31日（木曜日）の放送をもって、番組は最終回を迎えた。当日は生放送で、台本がなく、ゲストも一切出演せず、司会の小堺1人だけでトークを行う「独り舞台」として放送された。エンディングでは「会場に来てくれている皆さん、スタッフの皆さんに支えられてやってきました。2万人近くの人にお会いして、毎回毎回、楽しい思いをさせていただきました」と述べ、「最初はドッキリと思って始まったこの番組が31年も続きました。きょうでその長いドッキリが終わります」と感慨深く挨拶し、約31年半の番組を締め括った。『ライオンのいただきます』時代から31年6か月の総放送回数は7847回、出演者数は延べ1万9千人以上に及んだ（番組内では“大勢”と紹介していた）。この回の平均視聴率は3.3%（ビデオリサーチ、関東地区・世帯。以下略）であった。

### 番組終了後
終了直後の4月19日に長年の裏番組であるNHK総合の『スタジオパークからこんにちは』に出演。司会者に突っ込まれたり、サイコロのBGMが流れるなど話題になった。また9月5日には、それ以上に長寿であり、裏番組のテレビ朝日『徹子の部屋』に出演した。
2016年に、テレビ東京ドラマ「勇者ヨシヒコと導かれし七人」の第10話で、天空上の第一の扉で、ごきげんようが使われた。
2019年、スポンサーであったライオンが、本番組をモチーフにしたWEB公開用の商品PR動画をYouTubeで公開した。小堺と「ライオンちゃん」のほか、「バリィさん」など全国のゆるキャラが出演している。
2024年6月下旬にバンダイから発売され、ライオン製品をミニチュアチャーム化したカプセルトイ（ガシャポン）「ライオン株式会社 ミニチュアチャーム」では、キレイキレイやバファリンなどの自社製品に混じって、同社提供であった本番組にて登場したサイコロもラインナップされた。

## サイコロトーク
初期はサイコロトークのみで、オープニングはゲストが登場した後はゲストと小堺が軽めのフリートークをしてからすぐ提供クレジットを挟んでCM入りとなっていた。しかし、後に5 - 10分程度のオープニングコーナーが設けられた。内容は曜日ごとに異なるが、主にゲストの趣味・好み・特技などを問うものが多かった。オープニングコーナーが設けられてからは、それにまとまりが付いたところで提供クレジットを挟んで最初のCMに入っていた。2014年10月から、「30周年企画」開始に伴い廃止。
最も上手に座っているゲストがサイコロを振り、サイコロの出た目に書いてあるテーマに沿ったトークをしていく。
- 司会の小堺がゲストが座った後すぐに6つの目を紹介していたが、稀におやつの後に6つの目を紹介する場合もあった。
- 6つの目に書かれたテーマを表示する表示板は1996年以前は観客席の後ろに、1996年以降はスタジオの左側に設置されている。

使用されたサイコロは、全体的に丸みを帯びていて転がりやすくなっている。初期は角だけが丸く、目が平面のサイコロであった（小堺は過去になんども「サイコロは何代も入れ替わっている」とネタにしている）。ゲストの両手に抱え込まれたサイコロは、観客席の前にある空間に放り投げるようにして振られるが、ごく稀にサイコロが壁に付いて止まり、出目を判断し辛い場合は、2つのトークテーマを合体させた話をしてもらう。
1997年1月6日から「今日の当たり目」が新設された。この目が出た場合、目を出したゲストと視聴者5名にライオン製品のプレゼントが贈られ、また2007年11月26日からスタジオ観覧者1名にもプレゼントが贈呈されるようになった（初当選は、2007年11月27日。ゲストは清水アキラ）。原則1つだけだが、2つ以上の場合もある。目を出したゲストとスタジオの観客には主にライオンの新製品を数本ラッピングしたもの、視聴者にはライオン製品のギフトセットが贈られた。当たり目のトークテーマは表示板に隠されており、通常のトークと異なり、小道具を使うものが多い。月曜日と木曜日はサイコロトーク前に当たり目についての説明が小堺から行われた（時々水曜日でも説明される事もある）。
小堺が出たサイコロの目を読み上げる際にその略称（例「情けない話」→「なさばな」）あるいは1999年頃から出目にちなんだギャグ（例「信じられない話」→ビートたけしのものまねをしながら「アンビリーバブル！（『奇跡体験!アンビリバボー』と掛けている）」）を披露したり、番組後期では、出目にはほとんど関係ないが、その前のトークで話題となったキーワードを発言し、それを観客が復唱するのが番組の特徴であった（開始当初はやっておらず、小堺が出目を読み上げてその内容を説明するだけだった）。ちなみに1回の放送で同じ目が2回出たときは、ギャグの後に「パート2」（3回出たときは「パート3」、時間の都合上、4回連続で出た時は「パート4」）と客のみが唱和していた。ゲストが振った後のサイコロは小堺が所定の位置に移動させた。サイコロトーク開始当初は席の後ろに置いていたが、1996年以降は観客席に見えるように右前に、出た目を正面にして置いていた。
また、サイコロトークの前に、スタッフが用意したおやつがゲストに供された。季節により、放送日にちなんだ飲食物を提供することがあり、その際は小堺が説明を行った。過去にはジュンイチ・フミヤ・フトシの「おやつボーイズ」、2000年3月31日まで和・洋・中の料理人の卵である「めしあがレンジャー」という男性3人組が調理を担当・出演していた時期もある。2000年4月3日から「私のおやつ」と言う制度に変わり、ゲストの思い出のおやつが紹介されていた。2012年7月23日からおやつはなくなったが、お茶が用意されていた。
1つの話が終わると、スタッフの判断で席替えを促すチャイムが流れた（チャイムの音は1996年4月1日、2002年4月1日の2回変更された）。ただしあまり強制力はなく、チャイムが鳴った後も話が盛り上がった時、延々と話が続けられ再度チャイムを鳴らされることもあった。席替えでは、上手に座っているゲストは下手に移動し、その他2組は上手に移動した。
2014年10月6日以降、ゲスト2組制となったため席替え制度はなくなった（ごくまれにゲストが3人の時に、席替えを行う場合もあった）。また、サイコロトーク自体も短くなり、後半はサイコロなしで企画に基づいたトークを行うようになった。
サイコロを振るときにかかるBGMは、薬師丸ひろ子のシングルレコード「紳士同盟」のB面として収録されていた楽曲「ハードデイズ ラグ」のアウトロ部分であったが、音のピッチが若干上げられている。なお、初出の1991年夏休み特別企画時では、西尾えつ子の「ド・ン・マ・イ来々少年〜Don't mind lay-lay Boy〜」のアレンジバージョンが用いられ、同年9月から2002年3月までは席替え時に使用された。
最終回前夜の特別番組までにゲストが投げたサイコロの投数は1万9459回。その後、最終回で小堺が3回投げたため1万9462回が最終投数となった。

### おもなサイコロの目
その目が出た場合の、小堺のギャグ・リアクションも一部記載している。

#### 怒りの話
- ありえない話（一時期、「ありえねー!」「ありえへーん!」と混合していた）
- 腹の立つ話 - サイコロトーク開始当初からサイコロに書かれている目（お題）。且つ、1991年9月9日に、マルシアが一発目に当たった目（お題）。「んー、ぴょっ」という奇声とともに腹の前に手を出して指を立てる仕草を行う
- 怒った話
- あきれてものも言えない話
- どうでもいい話
- 何だ、それ?（何だそれ!）
- もうウンザリ

#### 哀れの話
- 情けない話 - サイコロトーク開始当初からサイコロに書かれている定番の目。「なさばな」と略される
- シャレにならない話 - 「しゃればな」と言う
- ホントに情けない話
- 恥ずかしい話 - 「はずばな」と言う
- 恥も涙も捨てた話
- 今だからゴメンナサイ話 - 「いまごめ」と言う
- アッ、やっちゃった!
- ありゃりゃ!?
- そんな無茶な! - ギャグで「no tea（ノーティー）」と言う
- へこんだ話 - 「ベコッ!」という擬音とともに何かが凹むようなジェスチャーをする
- ショックな話
- 痛かった話
- シュンとした話
- 信じてもらえない話 - 『奇跡体験!アンビリバボー』でのビートたけしの物真似を行う
- 出来れば言いたくない話
- 言い訳させて下さい
- 若気の至り話
- こんなハズじゃなかった

#### ○○の話
- 初めて○○した話 - 「はじまる」と略して言う
- 私は○○の達人 - 「まるたつ」と略して言う
- きっかけは○○ - 「きっまる」と略して言う
- ○○はじめました
- こうみえても○○した話
- こうみえても私○○なんです
- 旬なきっかけは○○ - 「旬きっかけ」と言う
- ○○さんに言いたい事
- ○○を愛する話

#### 「私」の語がある話
- 私、こってます - 肩こりをほぐすように首や肩を動かしながら「コリッ、コリッ」と言う
- 私を変えたあの人
- 私、変わりました
- 私、キレました
- 私バカよね - 細川たかしの曲「心のこり」の一節を口ずさむ
- 私の弱点 - 「わたじゃく」と言うパターンと「いやぁ〜んそこ弱いの〜」とオカマ口調で喋るパターンがあった。
- 私の秘密
- 私のクイズ
- 私の周りの変な人 - 「わたへん」と言う
- 私だけのルール
- ひょっとしたら私だけ（旧：ひょっとして私だけ） - 英語で「only me?（オンリーミー）」と言う
- 私の重大ニュース
- 私の得意料理

#### 驚きの話
- 驚いた話
- 信じられない話 - 「アンビリーバブル!」と肩を上げてビートたけしの物真似を行う
- もう大変! - 額にゲンコツをかざし、初代林家三平のものまねで「大変です」と言う
- ドヒャー! - そのまま「ドヒャー!」と叫ぶ
- ア然とした話
- 危機一髪 - 逆から読むと、「髪 一機 危」となることを小堺がネタにしている
- パニくった話 - 「パニ」という謎の食べ物の感想を口にする（『パニ』食った）

#### 泣ける（?）話
- うるうるした話
- せつない話
- 幸せだと…思う話
- 涙した話
- 感謝した話
- お世話になりました - 井上順の曲「お世話になりました」の一節を口ずさむ。又は「井上順です」と言う
- ありがとう（旧：ありがとうの話） - 水前寺清子の曲「ありがとう」の一節で「♪さわやかに〜」を口ずさむ（井上陽水奥田民生の曲「ありがとう」や、英語で「Thanks」という場合もある）
- 私の傷跡

#### 幸福の話
- 恋の話 - 「こいばな」と言う
- 恋愛話
- 恋の告白 - 略して「こいこく」と言う
- カワイイ話
- 自分をほめてあげたい話 - 自分の頭を撫でる仕草をして「よちよち」と言う
- ムフフ
- のろけ話
- 笑える話 - 「わらばな」と言う
- ごきげんな話
- ウキウキした話
- ちょっとイイ話
- おいしい話（旧：おいしかった話）
- 好きな人の話
- どや顔した話
- いいね!と思った話
- 昨日の面白い話
- ラブストーリーは突然に
- やっぱ好きやねん
- 好きなんだけど
- 超ラブ♥ラブ
- メラメラ燃える恋
- 自慢話 - ガッツポーズのように左腕を上げて「どんなもんだい」と言う
- 小さな幸せ - ちいを「こ」、しあわを「さち」と言い換えて略し「こさち」と言う

#### 恐怖の話
- 怖い話（コワイ話） - 「こわばな」と略される。稲川淳二出演時やハロウィンの時期には必ず含まれており、この目の時にはスタジオの照明をわざと暗くして、恐怖感を煽らせるBGMも流される。
- 旬な怖い話 - 2009年8月19日放送で、稲川淳二が出演した際、怖い話と旬な話が中間で止まって当たり「ええー!」と大きな声を上げる。
- ピンチ!
- とんでもない話 - ギャグで「no jump（ノージャンプ）」や「冗談じゃないわよ!」などと言う
- 鳥肌の立つ話 - 「イヤー!ぴょっ」という奇声とともに腕の上で指を立てるしぐさを行う
- ヒヤッとした話
- ドキッとした話
- びびった話 - ブルブルっと振る。

#### その他の話
- 旬な話 - 「フレッシュ!」と大きな声を上げる
- 忘れられない話 - 「アンフォーゲッタブル!」と外国人風に喋るか、ピンキーとキラーズの曲「恋の季節」の一節を口ずさむ
- たまに思い出す話
- ここだけの話 - 口の脇に手を当てて「人に言うなよ」とささやくように喋る
- 小さな悩み - 小声で「なやみ」とつぶやく
- ここだけは譲れない
- ついつい - 「つ〜いつい」と言いながら、指でつつくような動作をする
- 初体験
- でっかい話・ちっちゃい話 - 「でっかい・ちっちゃい」（「でっかい」を大きな声で、「ちっちゃい」を小さな声で）と早口で言う
- アゲアゲな話・サゲサゲな話
- 芸能界の友達の話 - 「ハガキ→POST CARD」から独立。おかま口調で「げいとも」と略して言う
- ひとつ勉強になった話
- 気になってしょうがない事
- これ、はじめて話します
- 国際的な話 - 「インターナショナル!」と外国人風に喋る
- 今年の重大ニュース（12月放送時のみ、2009年3月23日放送分でも使用された事もあった）
- 今年やり残したこと（12月放送時のみ）
- 心よりお願い申し上げます
- 今さらですが
- 日付けまで覚えている話
- 最近、どう?
- 最近、若い人の話
- 最近気になってしょうがない事
- 変な夢
- まるで夢のような話
- うわさ話 - 略して「うわばな〜」と言う
- なるほどねぇ
- やめられない話
- 夏の思い出
- 思い出の曲
- 短い話
- もしも…
- 皆さん、どう思います?
- これといってオチのない話
- お昼からすいません
- 昔の一大事
- 他の番組での話
- 急に思い出した話
- 私のプチ自慢
- ソチも悪るよのぉ〜 - 2014年2月17日初登場。初登場回放送時にソチ冬季オリンピックが開催されていたことに掛けている。
- 留守番電話 - 視聴者が番組宛に残した留守番電話のメッセージに、ゲストが答えるというもの。
- ものまね! - ものまねを披露する。今のところ唯一のトークではない目である。
- 世界にひとつだけのはなし
- どうでもいい話 - 略して「どいばな」と言う。
- 自分の性格が出た話
- 実の名をあげられない話
- 爆弾発言 - サイレンと爆発の効果音が流れ、カウント5秒後にゲストが爆弾発言をしてもらう。この出目のみ、周りに赤いギザギザの吹き出しが描かれている。
- 秘密教えます - 「ひ・み・つ」と文字のあいだに間を入れて言う
- 得する話 - 当たり目と同様の音楽が流れ、ゲストがハガキで選んだ視聴者5名にライオン製品のプレゼントが贈られ、ゲストにはお得な話をしてもらう。
- 昨日の出来事 - 「きので」と言う

#### 今日の当たり目
サイコロトーク初期には、当たり目の代わりに「ハガキ（後に「POST CARD」と改名、そのまま略して「ハガキ」と言っていた）」という出目（お題）があり、視聴者のハガキを引いて、視聴者の聞きたいトークテーマで話すというシステムがあった。採用者にはライオン製品とミニサイコロがプレゼントされる。そこで出された「芸能界の友達の話」は後に定番出目となった。1996年頃に今日の当たり目としての制度はあったが、ルールは同様で、パイロット版として日替わりで出していた。1997年1月6日から正式に出されるようになった。当たり目の面には、1999年夏頃まで「今日の当り目」で1999年秋頃に「今日の当たり目」になり、毎日黄色に固定された。当たり目制度開始当初から長らく他の目（お題）と同じように「今日の当たり目」と書かれていたが、2005年末頃から金色のギザギザ吹き出しで赤文字で書かれた「当」を囲ったデザインとなった。なお、当たり目の出目（お題）によっては、与えられた出題にゲストが最後まで答えられると、ライオン製品がもう1品もらえる場合もある。2011年3月28日から4月1日までは、東日本大震災があった為、黄色の面に今日の当たり目が出番なしだった。
- COROZOクエスチョン（2004年1月12日より）
- COROZO人生相談（2007年3月14日より）
- 恐怖の顔写真館（1999年頃より）
- 至福の顔写真館（1999年頃より）
- 寂しい顔写真館
- 日頃のウップンたまって箱（1999年頃より） - ウップンたまって箱に日頃のうっぷんを叫び、そのことについて話す。ゲストが叫ぶ前に小堺がウップンたまって箱の蓋を開けると、それまで叫んだゲストの声が早回しで流れるといったパフォーマンスがある。
- マシンガンQ
- ○○と言えば - ○○にはゲストの名前が入る
- 相方にダメ出し10（お笑いコンビのみ）
- ○○に1、2、パンチ - ○○にはお笑いコンビなら「相方」、グループならグループ名が入る
- 演歌3つの心（演歌歌手のみ）
- ○○一言相談 - ○○にはゲストの名前が入る
- 芸能界の親友・悪友&ライバル
- クイズ・師匠に聞きました（師匠のいる芸能人のみ）
- ごきげん!私の採点の祭典
- ○○さんへの手紙
- ○○のスゴイ所10 - ○○にはゲストの出身地が入る
- ○○の爆弾発言 - ○○にはゲストの出身地が入る
- パパの通信簿（父親の芸能人のみ）
- 新○○ワールド - ○○にはゲストの名前が入る
- アノ人からの教え
- 芸能界!要注意人物!!
- クイズ○○ - ○○にはゲストの名前が入る
- ナイショのメガホン
- 察してクエスチョン
- 1分間でわかる○○ - ○○にはゲストの名前が入る
- 即決!順番!BANG!BANG!BANG! - 5秒以内にテーマに沿った順番を決める。
- どっちがバトル（お笑いコンビのみ）
- 不気味な国の○○ - ○○にはゲストの名前が入る
- 世界な○○のちっちゃなトコロ  - ○○にはゲストの名前が入る
- ○○グランプリ - ○○にはゲストに応じたテーマが出題され、それを勝ち抜き方式で決める
- ○×調査
- もしもの総選挙
- キメ顔百面相
- ブラックサイコロ（お笑いタレントのみ） - 話し辛いテーマ（「絡みづらい芸能人」や「所属事務所に一言」など）が書かれているサイコロを振り、出た目に書かれていたテーマに沿ってトークをする。
- 真実の鼻 - 2014年2月4日初登場。当たり目を出したゲストの後ろに「真実の口」を模した黒い目の小堺の像が設置され、ゲストに関するアンケート結果を本人が予想する。正解なら紙吹雪が降りライオン製品がもう1品貰えるが、不正解なら像の鼻からゲストの背後に向かって冷却ガスが噴射される。
- 懺悔の鼻 - 2014年7月24日初登場。真実の鼻同様に、当たり目を出したゲストの後ろに「真実の口」を模した黒い目の小堺の像が設置され、当たり目を出したゲスト本人が過去に起こした悪事（番組では、「若気の至り」と表現）を懺悔（ざんげ）する。その懺悔の内容を許すか許さないかを残りのゲストと小堺がひょうきん懺悔室の要領で判定する。多数決で○が過半数なら紙吹雪が降る（ライオン製品が貰えるかは不明）が、多数決で×が半数を超えたら像の鼻からゲストの背後に向かって冷却ガスが噴射される。なお、○と×が半分の場合は、紙吹雪と冷却ガス噴射が同時に行われる。
- ごきげんマンボNo.5 - 2014年6月17日初登場。当たり目を出したゲストに関するアンケート結果を、他2組のゲストを含めてみんなで予想する。予想する際のBGMはマンボNo.5。
- ミワちゃまの言うとおり - 2015年初登場。美輪明宏[注 23]がVTRで出題したクイズなどに答える。
- ごきげんラケット - 指定されたテーマに関する事を30秒以内で、ラケットを振りながら10個言う（例：「収録で大変なこと」「奥さんの好きなとこ」など）。30秒以内に10個言えた場合はライオン製品がもう1品もらえる。

### 記録
- サイコロ投数 - 19462投[21]
- ゲスト最多出場 - 磯野貴理子（142回）※2016年2月25日放送分で小堺が発言
- 当たり目連続回数 - 次長課長（河本準一・井上聡）（5回連続）
- 最長トーク記録 - 香田晋（1人で時間一杯）
- 最短トーク記録 - 明石家さんま（4秒、2008年12月19日）※2002年12月24日　ナンバーワントリオフェアで記録した7秒を抜いて更新。席替えのチャイムが止まった瞬間が7秒。4秒で席替えのチャイムが鳴りだした。
- サイコロトークができずに放送終了 - マキタスポーツ（2013年12月23日）

他

### COROZO（コロゾー）
サイコロをモチーフとしたロボット人形。2004年1月12日放送で初登場。体と顔が四角く、体には「COROZO」という文字が書かれており、目は渦を巻いていて口は大きい。2004年2月頃に2号に改造し、2004年9月下旬に目の渦巻きだけマイナーチェンジし、2008年8月4日に3号になり、手と足が動けるようになった。頭と耳にパトランプが付いた。
通常の出目ではなく、今日の当たり目の専用コーナーで登場したほか、2014年夏以降の毎週木曜日に限りオープニングでも登場するようになり、その日のゲストを紹介した。初回のCOROZOの当たり目を出したゲストは奈美悦子。声は高く、時々意地悪な喋り方をする。「COROZOクエスチョン」で小堺とトークするゲストの間の後ろのセットから専用BGMと共に出てきて、他のゲストや観客から面と向かって聞きにくい質問を、単刀直入に質問相手であるゲストにぶつける。また、2007年3月14日放送より「COROZO人生相談」というコーナーが始まり、COROZOがゲストの悩み事を一言で解決する。
そのデザインや語り口から、同じサイコロをモチーフとし『saku saku』（tvk制作）に登場していた増田ジゴロウとの類似性が指摘されており、当時同番組でパーソナリティを務めていた木村カエラは同番組を卒業する際、番組内で「キー局でやっている似たようなキャラが出ている番組に出ないでほしい」と白井ヴィンセントから言及される場面もあった。
最終回では、司会の小堺が、事前収録によるボイスオーバーでCOROZOの声を担当していたことが明らかになった（田淵が見せたフリップでは顔を「COROZOの声」という文字で隠していたが、禿げた白髪だけ見えており明らかに小堺だと分かる見せ方にされていた）。

### 耳よりカード
トークの途中で、ゲストをよく知る人物から得た耳寄りな情報が記載されたカードを、小堺が読み上げる。

## 特別版

### ごきげんよう大賞
1993年から2013年までは、年間で最も面白かったトークを選出する「ごきげんよう大賞」が年末に放送されていた（1994年から2002年までは上下半期ごとに大賞が選出されていたため、7月末、8月上旬にも放送された）。「年間（下半期）ごきげんよう大賞」は1998年から2004年は12:00 - 14:00（2000年のみ『笑っていいとも!』を通常放送したため13:00 - 15:00の放送）の特番として放送されたが、2003年・2004年はランキングごとに受賞者が登場しプレゼンター（2003年は磯野貴理子、2004年は柳沢慎吾）からトロフィーを渡すスタイルに通常のサイコロトークなどを展開した。2005年は12月26日 - 12月28日のレギュラー枠でこれまでの受賞者が登場するスタイルから桂三枝（現・六代目桂文枝）・横峯良郎・前田美波里の3人を審査員に迎え月間大賞を選びその中から年間大賞を決めるスタイルに変更された。そのため、この年の12月29日（12:00 - 14:00）は特別編として通常のサイコロトークがなくテーマごとにトークするスタイルをとった。なお、1997年以前は通常の30分枠で5日間に渡り放送されていた。この形態は2006年以後も継続されたが、年末スペシャルは2007年以降行われなかった。

### 夏休み期間の放送
2012年7月23日から8月24日まで夏休み期間の放送（8月27日から8月31日は夏休みトリオフェア）。
- 街角一言サイコロ（小堺が、東京、神奈川など街角の人にサイコロを振ってもらい、出た目のトークをする）
- オープニング（前日までの2組が登場した後に、「今日のゲストは誰でしょう?」として小さいころの写真が紹介されゲストが登場する）

オープニングの後にCMには行かず、今日のサイコロの目を紹介しながらゲストが席に座る。テーブルにはおやつはなく、飲み物が入ったカップが置かれているためおやつ紹介はない。そこから、おやつが廃止された。
- サイコロトーク（3 - 4回行う、1回目のトーク終了後に最初のCMに入る。以降はトーク終了ごとにCMに入る）
- ごきげんプチ相談（視聴者から送られた相談にゲストが答える。サイコロトークの後に行うエンディング前のコーナー、トリオフェアでも行い、9月3日からの通常放送でもコーナー継続）
- エンディング（当たり目の当選者紹介、今日でお別れするゲストの紹介（本、CD、舞台、番組などの告知や宣伝を行う）など）

2013年は8月5日の放送分より「夏休み1週間通し企画」として、オープニングコーナーを5日連続で放送する形をとっていた。
- 8月5日から9日まで - ごきげんアンケート コレなら私が1番
- 8月12日から16日まで - ごきげん有名人?生ビデオレター
- 8月19日から23日まで - 真昼の夢 診断室[注 24]
- 8月26日から - 夏の思い出 ソングショー

2014年は金曜日のみ「最強のふたり」と題し、1日限定で2人のゲストを招いてトークを行った。このため木曜に出演したゲストは、月曜に再出演していた。この2組ゲスト制は、同年10月以降レギュラーのスタイルとなった。

### 夏休みごきげん子供スナップ
0歳～3歳の子供の写真を毎回、2枚ずつ放送する。当初はタイトル通り夏休み期間中の予定だったが、大好評につき期限延長となった。9月以降は「ごきげん子供スナップ」で行った。

### ライオンのごきげんようゴールデン! 大物だらけのサイコロSP
番組終了に合わせ、通常放送最終回の前日にあたる2016年3月30日（水曜日）の19:00 - 20:54（ゴールデンタイム・プライムタイム枠）に、2時間のスペシャル番組『ライオンのごきげんようゴールデン! 大物だらけのサイコロSP』が放送された。同特番はライオンが筆頭協賛の上、複数社が提供スポンサーを務めた。
なお、ゴールデンタイム・プライムタイムでの放送はこれが最初で最後となった。
この番組は、以下の6つのコーナーで構成された。また今回の特番仕様のスタジオパートでは小堺のほか、ゲストとして勝俣州和、磯野貴理子、清水ミチコ、YOUが出演し、各コーナーのVTRを観覧しながらトークを展開した。
- 小堺一機のルーツを探る旅
小堺が、幼少期を過ごした浅草や、『いただきます』を放送したスタジオアルタ等を、番組の常連ゲストであった泉ピン子、和田アキ子と共に巡ったロケ企画。勝俣州和も途中参加した。なおこのコーナーのナレーションは、小堺の息子・小堺翔太が担当した。
- 他局の昼帯番組の司会者とのサイコロトーク
小堺が、通常放送の各テレビ局[注 26]の裏番組の司会者である、恵俊彰（TBS系『ひるおび!』の司会者）[注 27]、宮根誠司（読売テレビ制作・日本テレビ系『情報ライブ ミヤネ屋』司会者）[注 28]、上沼恵美子（朝日放送〈現：朝日放送テレビ〉制作・テレビ朝日系『上沼恵美子のおしゃべりクッキング』[注 29]司会者）のもとに出向き、サイコロトークを行った[28]。
- 出張!サイコロトーク
北大路欣也、松下奈緒をゲストに招き、サイコロトークを行った。
- ごきげんアーカイブ あの頃 君は若かった
これまでの番組における過去の映像から、出演した芸能人の昔の姿を紹介した。
- ごきげんアーカイブ あのトークのその後を調査
1993年にケント・デリカットが出演した際に話したトークのエピソードについて、その後を追った海外ロケのVTRコーナー。
- 萩本欽一・堺正章とのサイコロトーク
通常放送と同じスタジオで、小堺が自身の師匠である萩本欽一と堺正章[注 30]とともにサイコロトークを展開した。ちなみに、萩本と堺はこれがテレビ初共演であった。

## コラボレーション・パロディ
1991年から2016年までの長期間にかけて放送されただけに、先述の最初で最後のゴールデン特番の他にも何度も他番組とのコラボレーションやパロディーが放送されている。詳細は以下の通り。
- 1992年8月21日[29]、当時、同じくフジテレビ系列で前時間帯に放送していたバラエティ帯番組、『森田一義アワー 笑っていいとも!』の『テレフォンショッキング』に小堺がゲスト出演。司会の森田一義（タモリの本名）のお土産として実際に番組で使われたごきげんようのサイコロ（前述の角だけが丸い目が平面の初期版のサイコロ）をプレゼントした。その一年後の1993年8月12日に再び小堺がゲスト出演した際は、トーク途中でいきなり席替えのチャイムとBGMが鳴りだし、タモリとゲスト席に着席していた小堺が席を入れ替わりトークするというパフォーマンスを見せてスタジオアルタの客席を大いに盛り上げた。間接的とはいえ、フジテレビ系列平日お昼の顔同士の共演、事実上のコラボとなった。そのBGMが短いにもかかわらず、客席は歓喜の渦となり手拍子で応じていた[注 31]。

- 1993年、フジテレビ系列で放送されていた『ダウンタウンのごっつええ感じ』のコーナー『よっ! ご陽気もの』にごきげんようのサイコロが登場。中年サラリーマンの客役の浜田雅功と客と遊ぶのが好きな幽霊役の松本人志が「頭の悪そうな芸能人」，「相方のココが嫌い」，「一度、お願いしたい芸能人」など話し辛いテーマ書かれたサイコロを振ってトークを行った。

- 2001年、フジテレビ系列で放送されていた雨上がり決死隊司会のバラエティ番組、『ワンナイR&R』にてコラボが行われた。厳密にいうとパロディであり、2001年2月にごきげんようにも出演したガレッジセールが行ったコント、『シーサーのごきげんようさぁ〜』。BGMもすべて1996年4月から2002年3月まで使用していた本家がそのまま使用された。ちなみに『ワンナイR&R』の総合演出である渡辺琢は『ごきげんよう』の最後のプロデューサーである。

- 2003年、フジテレビ系列で放送されていたナインティナイン司会のバラエティ番組、『めちゃ²イケてるッ！』とのコラボが行われた。4月29日の出張サイコロスペシャルウィークで、クイズ$マジオネアの収録現場にお邪魔していた。収録後に11人でサイコロトークをした。

- 2009年2月20日、フジテレビ721（現フジテレビTWO ドラマ・アニメ）で放送されたバラエティ番組『アイドリング!!!』にてアイドリング!!!メンバーがフジテレビの有名番組に出演する練習として企画されたコーナー「○○○ごっこ!!!」の一環として『ごきげんようごっこ!!!』を放送。『アイドリング!!!』司会の升野英知が司会を務め、実際に番組で使われた美術セットの一部とサイコロ[注 32]を使ってアイドリング!!!メンバーがサイコロトークを行った。ちなみに放送当時『アイドリング!!!』のチーフプロデューサーを務めていた加茂裕治は『ごきげんよう』の3代目プロデューサーであり、加茂の承諾を得て企画を行った。

- 2020年10月29日、フジテレビ系列のバラエティ番組『アウト×デラックス』が諸事情により放送予定を変更して急遽、放送当日の撮って出し放送となりサイコロトークが行われた。『ごきげんよう』終了から4年半が経過しているが、当時の席替えチャイムが使用された。なお放送内で、ごきげんよう当時のサイコロは処分されたと言及されており、当日に急遽作られたサイコロを使用した。ちなみに『アウト×デラックス』の監修スタッフである渡辺琢は先述の「ワンナイ」総合演出でもありながら、「ごきげんよう』の最後のプロデューサーでもある。

- 2023年2月15日、同系列のバラエティ番組『ぽかぽか』のトークコーナー、『ぽいぽいトーク』のゲストが小堺で、いつもの進行を変えてごきげんようをオマージュする形でコーナーが進められた。『ごきげんよう』の放送されていた時間帯に近かった事もあり、同番組では、「7年振り『ごきげんよう』サイコロトーク復活！」とし、ごきげんようのBGMを多用、サイコロの当たり目を『っぽい』に変更されたサイコロを使用してサイコロトークを展開した[30]（『っぽい』が出た際は『ぽいぽいトーク』に準じたトークを行った）。他にも『おやつボーイズ』をオマージュした『おやつガール』として同番組水曜レギュラーのゴリエ（ガレッジセール・ゴリ）が担当。また観覧席に『ごきげんよう』の前身番組『いただきます』から関わっていた三宅恵介が来場しており一部出演もした。同番組内、他のコーナー（ライオンちゃんと行く!肉食さんぽ）では、現在も『ライオンちゃん』の出演があるものの、残念ながら『ライオンちゃん』との再会はなかった。おそらく同番組内でも『ぽいぽいトーク』コーナーと時間帯が違い、ライオンがスポンサーではなかった事と、ライオンちゃん自体スタジオ出演ではない事（司会者の一人である澤部佑が同業者である花王「ビオレu」のCMに出演している関係）が再会できなかった要因と考えられる。

- 2024年9月30日、同系列の情報番組『ノンストップ!』の月曜日トークコーナー「行きつけ教えます!」に小堺がゲスト出演し、サイコロトークを行った（振ったのは小堺のみ）。その際サイコロを振る際のBGMも流されたが、振るサイコロは本来のものより小さなものだった（同番組の木曜日企画「サイコロめがね飯」で使用しているサイコロを流用）。また同番組MCのバナナマン・設楽統が、相方の日村勇紀と共に本番組に初出演した回の一部分も放送された。

- 2024年11月6日、TBS系列の情報バラエティ番組『ラヴィット!』のオープニングトーク「解禁したいもの」で、さらば青春の光・東ブクロの紹介で小堺がゲスト出演し、サイコロトークを行った。『ごきげんよう』のゲストは3名であったが、当日のMC・パネラー合わせて11人とトークを展開。また、テロップやサイコロ、BGMなども再現されたものが使用された。また、当コーナーが放送された8時台は同番組と同じくライオンの一社提供であったが、「ライオンちゃん」は出演せず、『ラヴィット!』のキャラクター「ラッピー」と「ガガンモ」が出演した。

## 歴代スタジオセット・演出
初代から6代目までの間において、1995年12月4日以降、2005年9月30日までの7代目に変わるまでは、季節毎に、3ヶ月に一度、半年に一度の程度で、先代とのスタジオセットを交互に繰り返し、組み立て直して使用していた。2000年10月2日から2005年9月30日まで、5代目と6代目の2つのセットを、交互に交代した。背景にある小道具や花、壁紙は、改装やセット変更時以外にも頻繁に交換をしている。各セットの交代する時期が必ず、その当時のオープニングも最後になる。1996年頃までは、観客の後ろに今日のサイコロの目（お題）が設置されていたが、1996年頃から、今日のサイコロの目（お題）のボードが下手側に設置された。1998年頃まで表示板が上から、黄色・紫・オレンジ・青・ピンク・緑で、1998年頃から2016年3月31日（最終回）まで表示板が上から、ピンク・青・オレンジ・紫・緑・黄色に変わった。表示板の左横に赤いランプは、その時の出目（お題）だけがトーク中に点滅する。
- 初代（1991年1月7日 - 1996年12月30日）
上手側のスペースには1991年1月7日 - 12月27日放送のみ、小堺・ゲストの入口にドアがあり、小堺・ゲストはドアを手で開けて入場していた。この当時はオープニングでテーマを表示する小型モニター3台もドアの横にあり、小型モニター3台の前にピアノが置いてあった。下手側のトークを行うスペースにソファと共に置かれたテーブルはテーマが書かれたプレートを小堺が置くと、テーブルに付いた扉が開き、内部からオブジェや物が迫り上がる仕組みだった。
サイコロトーク方式になった同年9月9日放送に最初のマイナーチェンジ（改装）を実施した際には殆どの部分はそのまま使用していたが、上手側のドアの横にあった3台の小型モニター、ピアノが撤去され、小型モニターのあった場所の壁面には絵画が飾られるようになり、一番右端にはカウンターの様な台が設置された。また、テーブルは普通の物へと入れ替えられ、ソファーの配置も改められた。
1992年頃に2度目のマイナーチェンジ（改装）を実施した際には、全面的にセットの壁の色の塗り直しなどが行われ、一部の縦長スリガラスの窓を撤去、テーブルやソファーも全て変更したほか、上手側の小堺・ゲスト入口のドアがなくなり、小堺・ゲストがそのまま入れるようになった。サイコロを転がすエリアも、チェッカーとなり、色も度々変わっていた。
水槽も一旦撤去され、その場所は横長のスリガラスに変更された。
1992年2月24日に「前のソファーがパンツみたいだ」と言う事から、緑とピンクのソファーにマイナーチェンジされた。
1994年頃に再びマイナーチェンジ（改装）を実施し、横長のスリガラスだった場所に水槽を再び設置し、スリガラス窓の外側は水槽のように泡が吹いている演出が施された。座るソファーのクッションが、3代目セットでも使用された。
1996年のこのセットの末期にマイナーチェンジがされており、壁に動物などが飾られたり、水槽の形が丸くなっていた。
- 2代目（1995年12月4日 - 2000年3月31日）
本格的な番組開始以来初の変更となる。先代とは雰囲気が大きく変わり、洋風の雰囲気を強調したセットになった。小堺とゲスト背景に暖炉を模したものがあり、当代は冬季を中心に使用されていた。このセットで、初代セットと3代目セット背景にあった水槽が一旦撤去された。
当初は下手側にピアノを模したものが設置されていたが、1997年1月6日にこの代に戻った際からピアノを撤去し、ロッキングチェアに交換し、サイコロを転がすエリアは、緑とピンクのチェッカーとなり、1998年1月5日から緑と黄色となった。このセット末期の2000年1月6日に観客席の拡大により観客数が増加した。それにより出演者に近い位置となったことから、セット全景がカメラに映る時も1列目の観客の頭が見えるようになる。
このセットは東京テレビセンター浜町スタジオ時に使用されたが、スタジオのお台場移転後も使用された。
1997年1月6日から始まり、1998年1月5日から始まり、1998年11月30日から始まり、1999年11月29日から始まっていた。1997年の春休みトリオフェア最終日（1997年4月4日）と2000年の春のトリオフェアの最終日（2000年3月31日）でこのセットが終了。
- 3代目（1996年7月1日 - 2000年9月29日）
東京テレビセンター浜町スタジオ時代の新規セットとしては最後となる。夏季を中心に使用されていた。
このセットで、1999年6月頃から、今日の当たり目の「至福・恐怖の顔写真館」で撮影した、そのゲストのサイン入り写真をセットに、飾るようになった。4代目セット・2代目セットにも、顔写真の飾りがある。
このセットも2代目セットと同様に東京テレビセンター浜町スタジオ時に使用されたものだが、スタジオのお台場移転後も使用された。
2000年7月3日から2000年9月29日まで小堺及び、ゲストの席の座る位置が変わった。それと同時に、観客席がさらに拡大され、より出演者に近い位置となったことから、セット全景がカメラに映る時も1列目の観客の頭が見えるようになる。
- 4代目（1997年4月7日 - 2000年6月30日）
全体の配色として、赤と白を基調としたセットであった。このセットの名前は「café de Lion」。ゲストの入口横には、2代目セットと3代目セットにも設置していた “931” と書かれたポストを模したものが置かれていた。
この4代目セットが、お台場のスタジオになってから初めて新規に作られたスタジオセットであった。
この4代目セット末期の2000年4月3日から観客席がさらに拡大され、より出演者に近い位置となったことから、セット全景がカメラに映る時も1列目の観客の頭が見えるようになる。秋も使用していており、1998年は9月頃から使用し、1997年は12月末までだったが、1998年、1999年は11月下旬で最後だった。ごきげんようin仙台（1999年7月5日 - 1999年7月9日）とごきげんようin福岡（1999年11月1日 - 1999年11月5日）でも4代目セットだった。
- 5代目（2000年10月2日 - 2005年4月1日）
このセットから、登場口が下手側から上手側へ登場するようになった。このセットと5代目セットは、出演者の座る席が木の椅子に。その上手側のゲスト席は、2人組、3人組などが出演した場合、補助椅子が追加され、収録の合間（CM中）に入れ替わる。小堺が座る司会者席が2003年頃から背もたれがなくなった。このセットからサイコロの置く場所が変わり、それまで初日のゲストがサイコロを振るまでは上手側のゲスト席の後ろに置いてあったのを、当たり目のハガキBOXの右横に移動したが、オープニングから当たり目のハガキBOXの左横に置くようになった。初期の頃は当たり目以外のお題も見せていた。後に毎日当たり目（黄色）を見せる事となった。
2004年1月5日から、5代目セット期間中の2005年9月30日まで「〇月の当たり目」から「〇月（上）当たり目（下）」に変更。また2004年1月12日放送から、上手のゲスト席・小堺が座る司会者席の背景にあるキッチンを模したセットの部分に、「COROZO」の出入口が増設された。その部分は、COROZO登場前に、2003年3月28日までキッチンの壁はレンガだったが、2003年10月6日に変更した。
このセットから今日の当たり目で「日頃のウップンたまって箱」が当たった際に、下手側にモニターを設置するようになり普段はオープニングのタイトル画面を映していた。ただし、当時は固定されていなかった為、ウップン箱が出番無い時はそのモニターは設置せず、番組内で使う場合のみ設置していた。4代目・3代目・2代目のセットにもモニターを設置したが、こちらはカーテンがあった。2005年の春のトリオフェアは、当たり目すごろくからエンディングまで設置。2004年10月12日から、ウップン箱がオレンジからピンクに変更。観覧席は、2005年1月7日まで、2000年頃から4代目・3代目・2代目のセットと同じ形だったのだが、2005年1月10日から後列の観覧席の形が変わった。2005年の春のトリオフェアの最終日（2005年4月1日）でこのセットが終了。
- 6代目（2001年4月2日 - 2005年9月30日）
バリ島風の雰囲気を強調したセットになった。初代と3代目セットの背景にあった水槽が夏場に再び復活・設置したが、この6代目が最後となった。
その水槽は2004年は7月、8月の2ヶ月で、2005年は8月、9月の2ヶ月だった。出演者の座る席が木の椅子であった最後のセットとなっている。その椅子は、5代目セットとは異なり、背もたれにクッションが置いてある。上手側のゲスト席にある椅子のクッションが1つあり、2人組でも座れる。その椅子は収録の合間（CM中）では入れ替わらない。2005年8月15日などで3人組が出演された際は、補助椅子が追加されていた。
6代目セットも、「COROZO」の出入口が増設され2004年3月29日からマイナーチェンジ。上手側のゲスト席・小堺が座る司会者席の背景にCOROZO登場以前の2003年10月3日まではドラが置いてあり、夏場と2004年3月29日から出演者の登場口に置いていた。
6代目セットも今日の当たり目で「日頃のウップンたまって箱」が当たった際に、背後からモニターが設置され動き、オープニングの番組タイトルロゴが表示されていた。5代目、4代目以外のセットとは違い、7代目セットと同様に最初から最後まで、オープニングのタイトル画面のモニターを設置していた。
2005年4月4日から、観覧席の形は2004年10月8日までとは違い、後列の観覧席が、5代目セット末期と同様の形に変わった。
1995年12月4日以降、長年にわたり新旧のセットを季節や改編期ごとに繰り返していたがこのセットをもって取りやめた。
- 7代目（2005年10月3日 - 2011年7月1日）
この7代目セットより新旧のセットの繰り返しがなくなり、全期間通して同じセットとなった。セットは4代目セットのと同じく、街角にあるカフェ「Lion Cafe」（電話番号：(221)-247-4211,42st）という設定となっており、小堺らはカフェでトークをするということになっていた。設定上のカフェの営業時間は、番組と同じく13時からの30分間となっている。
7代目セットの最初の4週目（2005年10月28日）までは、何度もマイナーチェンジされていた。7代目セット初日（2005年10月3日）から2007年9月28日までの2年間、黄色い丸いソファーになっており、下手側のゲスト席がトリオ、または3組中2組が複数人の場合、別の黄色い椅子を設置していた。2005年10月7日、10月11日、10月12日は、上手側のゲスト席に下手側と同じソファーを用意していたが、上手側のソファーが緑だった。2007年10月1日秋のトリオフェアの初日からゲストの座る席が黄色くて、ベンチに背もたれをつけたようなものに変わった。
オープニングのモニターは、5代目セット・6代目セットとは違い、画面が高くなり、壁に固定され、日頃のウップンたまって箱の際は、画面が動けなくなった。またこのセットから、2009年春頃から至福・恐怖の顔写真館でも、そのモニターに使用するようになった。
このセットから、当たり目のハガキBOXが丸いのに変わり、年一で変わり、2006年1月6日から数字のフォントが変わり、2007年1月5日から英語（例えば1月なら、January）が付き、2007年12月24日までは角が緑、2008年1月7日から2008年12月23日までピンク、2009年1月5日から2009年12月24日までオレンジだった。そして、2008年4月7日から、サイコロを止める柵を撤去し、サイコロが転がる幅を拡大した。
2011年1月13日から「今日のサイコロの目」の右横に、2011年の木曜日のオープニングコーナーである「小さな願い　ごきげん絵馬」のごきげん神社が、設置された。
7代目セットの期間中、 ゲストから贈呈された物が置かれていた。その贈呈された物は8代目セットでも置かれていた。
「舞」、「輝」の色紙（川﨑麻世、2005年10月26日）「COROZO」の出入口の両サイド
ライオンの口の中に小堺の顔がある絵画「ライオンと相思相愛の男」（吉田照美、2007年12月11日）「今日のサイコロの目」の右横
小堺三頭身イラスト色紙（浜田ブリトニー、2009年11月20日）「COROZO」の出入口の右横
- 8代目（2011年7月4日 - 2014年3月26日）
約6年ぶりのセット変更となった。7代目セットで飾った小道具がいくつか引き継いだ。
7代目セットと同じ椅子だが、黄色から白の椅子に。変更直後にスタジオラッキーBOXの色が、2011年7月11日に、白から2007年11月27日と同じ黄色に戻していた。更に、2011年7月11日から2011年12月29日まで、毎週木曜日以外では、7代目セットと同じく、ごきげん神社が、観覧席に置かれていた。木曜日の場合は、7代目と同様「今日のサイコロの目」の右横に設置されていた。
日頃のウップンたまって箱と、至福・恐怖の顔写真館の際に、モニターが開かれる。2011年8月22日から2011年8月26日までの夏休みトリオフェアでは、最初から最後まで設置していた。当たり目のハガキBOXが2012年1月5日から数字の部分のフォントや角などが、変わっていた。2013年7月1日から2013年9月27日までは、青を基調とした夏バージョンとなっていた。
- 9代目（2014年3月31日 - 2016年3月31日）
約3年ぶりのセット変更となった。ゲスト入場口に、初代セットの初期以来23年3か月ぶりにドアが復活した。そのため、ゲストは22年半ぶりにドアを手で開けて入場するようになった。ただし初代セットと異なり、下手側にもドアを設置しており、上手側からもスタジオに入場するようになった（なおこれまでは、番組開始以来23年間一貫してゲスト入場口は上手側だけだった）。2014年12月24日までハガキBOXを設置していた。
このセットは、オープニングのモニターと「至福・恐怖の顔写真館」で撮影した、そのゲストのサイン入り写真は設置していなかった。
観覧席は後列の席がなくなっていた。

演出
- 1991年1月7日 - 1991年3月29日：「オリジナルBGM」作曲者不明。
- 1991年4月1日 - 1991年9月6日：「オリジナルBGM」作曲者不明。
- 1991年9月9日 - 2002年3月29日：「マンボのビート」作曲：ペレス・プラード、演奏：東京パノラママンボボーイズ
- 2002年4月1日 - 2010年11月26日：「オリジナルBGM」作曲者不明。
- 2010年11月29日 - 2014年12月26日・2016年3月31日（最終回）：「あっけらカンとごきげんよう」作詞：秦典子、作曲：秦万里子、歌：キヅカイカズコ（小堺一機）

※夏休み特別企画時など、スペシャル企画時はテーマ曲は省略される。また番組末期の2015年1月5日 - 2016年3月30日もテーマ曲が省略された。2002年4月1日から、オープニングのみならず、ゲストの登場曲と提供クレジット（オープニングと同じBGM、2012年7月20日まで）とCM前後とチャイムと席替えと当たり目のハガキを5枚選ぶ時のBGMが変更され、小堺も含め、ゲストの名前のテロップ（出演者の名前のテロップは、1996年4月1日、2002年9月30日、2003年10月6日、2011年7月4日、2014年3月31日、2014年10月6日にも変更された。）と左下にサイコロを振ったゲストの出た目のお題とゲストの名前のテロップ（2001年1月頃から2002年3月29日までは、男性は青、女性はピンクの菱形だった。）が3DCGのサイコロが表示された。2004年2月頃から、サイコロのテロップのモーションが、ハイビジョン放送によりマイナーチェンジされた。2010年7月5日から2011年2月25日まで、2010年7月2日以前と同じテロップだが、レターボックス (映像技術)放送により角度が異なり、効果音も付くようになった。2011年2月28日から再び、2010年7月2日までのテロップに戻した。2011年10月3日から、約9年半ぶりに変わっていた。トークの途中で、そのトークの内容のテロップが追加された。2014年10月6日から2016年3月31日（最終回）まで、再びテロップが変わっていた。

## 歴代スタッフ
- スーパーバイザー：高平哲郎
- 構成：加藤芳一、滝大作、鶴間政行、舘川範雄、小笠原英樹　ほか
- スタイリスト：菅原田鶴子 ほか
- TD：障子川雅則、坂本淳一、高津芳英 ほか
- カメラ：丸育三、坂本淳一、片平哲也 ほか
- 音声：松本孝、西尾征剛 ほか
- 映像：小宮幸雄、坂尾章晴
- 照明：森本勝、今戸利彦 ほか
- 音響効果：来代直
- 美術制作 → 美術プロデューサー：鈴木武治、重松照英、行武直高
- デザイン：山本修身
- 美術進行：中本友恒、吉田敬
- 大道具：比留間正幸、梅津勝、浅見大
- 装飾：高野城二
- アクリル装飾：越谷達也、相田雄一
- 電飾：太田真由美
- 特殊装置：永島哲哉
- 生花：阿部雅子、佐藤祝子
- 造園：条谷菊代
- フードコーディネーター：小菅貴子
- タイトルCG：岡本英士
- イラスト[注 33]：いしいひさいち
- 技術協力：浜町スタジオ（1991年1月 - 1997年3月）→fmt（旧八峯テレビ・FLT）
- 編集：二宮嘉郎（IMAGICA）
- TK：楮本眞澄 他
- アシスタントディレクター：岡村洋平
- キャスティングプロデューサー：高橋味楓 / 中村倫久、八木信人、中垣佐知子
- ディレクター：竹石康晴、鈴木恵悟、渡辺琢、笠井雅旭、平林長務、豊島浩行、窪田豊、庄司裕暁　ほか（日替り）
- プロデューサー（FCC）：笠井雅旭（2010年7月 - 最終回、曜日ディレクター兼務）
- プロデューサー（フジテレビ）：
  - 山縣慎司（初代、1991年 - 1996年）
  - 大平司（2代目、1996年 - 1998年）
  - 加茂裕治（3代目、1996年 - 2009年7月、1998年まで大平と共同で担当）
  - 三宅恵介（4代目、2009年8月3日 - 28日）
  - 小松純也（5代目、2009年8月31日 - 2010年6月）
  - 渡辺琢（6代目、2010年7月 - 最終回、曜日ディレクター兼務）
- 演出：三宅恵介[注 34]（2012年7月 - 最終回）
- チーフプロデューサー：三宅恵介（2009年8月31日 - 2012年7月）、加茂裕治（2012年7月 - 2014年6月）、渡辺俊介（2014年7月 - 最終回、以前はプロデューサー）
- 制作協力：FCC
- 制作：フジテレビバラエティ制作センター
- 制作著作：フジテレビ

## ネット局

### 最終回時点のネット局
| 放送対象地域  | 放送局                    | 系列                                         | 放送日時                  | 遅れ          |
| ------------- | ------------------------- | -------------------------------------------- | ------------------------- | ------------- |
| 関東広域圏    | フジテレビ（CX）          | フジテレビ系列                               | 月 - 金曜日 12:55 - 13:25 | 制作局        |
| 北海道        | 北海道文化放送（uhb）     | フジテレビ系列                               | 月 - 金曜日 12:55 - 13:25 | 同時ネット    |
| 岩手県        | 岩手めんこいテレビ（mit） | フジテレビ系列                               | 月 - 金曜日 12:55 - 13:25 | 同時ネット    |
| 宮城県        | 仙台放送（OX）            | フジテレビ系列                               | 月 - 金曜日 12:55 - 13:25 | 同時ネット    |
| 秋田県        | 秋田テレビ（AKT）         | フジテレビ系列                               | 月 - 金曜日 12:55 - 13:25 | 同時ネット    |
| 山形県        | さくらんぼテレビ（SAY）   | フジテレビ系列                               | 月 - 金曜日 12:55 - 13:25 | 同時ネット    |
| 福島県        | 福島テレビ（FTV）         | フジテレビ系列                               | 月 - 金曜日 12:55 - 13:25 | 同時ネット    |
| 新潟県        | 新潟総合テレビ（NST）     | フジテレビ系列                               | 月 - 金曜日 12:55 - 13:25 | 同時ネット    |
| 長野県        | 長野放送（NBS）           | フジテレビ系列                               | 月 - 金曜日 12:55 - 13:25 | 同時ネット    |
| 静岡県        | テレビ静岡（SUT）         | フジテレビ系列                               | 月 - 金曜日 12:55 - 13:25 | 同時ネット    |
| 富山県        | 富山テレビ（BBT）         | フジテレビ系列                               | 月 - 金曜日 12:55 - 13:25 | 同時ネット    |
| 石川県        | 石川テレビ（ITC）         | フジテレビ系列                               | 月 - 金曜日 12:55 - 13:25 | 同時ネット    |
| 福井県        | 福井テレビ（FTB）         | フジテレビ系列                               | 月 - 金曜日 12:55 - 13:25 | 同時ネット    |
| 中京広域圏    | 東海テレビ（THK）         | フジテレビ系列                               | 月 - 金曜日 12:55 - 13:25 | 同時ネット    |
| 近畿広域圏    | 関西テレビ（KTV）         | フジテレビ系列                               | 月 - 金曜日 12:55 - 13:25 | 同時ネット    |
| 島根県 鳥取県 | 山陰中央テレビ（TSK）     | フジテレビ系列                               | 月 - 金曜日 12:55 - 13:25 | 同時ネット    |
| 岡山県 香川県 | 岡山放送（OHK）           | フジテレビ系列                               | 月 - 金曜日 12:55 - 13:25 | 同時ネット    |
| 広島県        | テレビ新広島（TSS）       | フジテレビ系列                               | 月 - 金曜日 12:55 - 13:25 | 同時ネット    |
| 愛媛県        | テレビ愛媛（EBC）         | フジテレビ系列                               | 月 - 金曜日 12:55 - 13:25 | 同時ネット    |
| 高知県        | 高知さんさんテレビ（KSS） | フジテレビ系列                               | 月 - 金曜日 12:55 - 13:25 | 同時ネット    |
| 福岡県        | テレビ西日本（TNC）       | フジテレビ系列                               | 月 - 金曜日 12:55 - 13:25 | 同時ネット    |
| 佐賀県        | サガテレビ（STS）         | フジテレビ系列                               | 月 - 金曜日 12:55 - 13:25 | 同時ネット    |
| 長崎県        | テレビ長崎（KTN）         | フジテレビ系列                               | 月 - 金曜日 12:55 - 13:25 | 同時ネット    |
| 熊本県        | テレビ熊本（TKU）         | フジテレビ系列                               | 月 - 金曜日 12:55 - 13:25 | 同時ネット    |
| 大分県        | テレビ大分（TOS）         | 日本テレビ系列 フジテレビ系列                | 月 - 金曜日 12:55 - 13:25 | 同時ネット    |
| 宮崎県        | テレビ宮崎（UMK）         | フジテレビ系列 日本テレビ系列 テレビ朝日系列 | 月 - 金曜日 12:55 - 13:25 | 同時ネット    |
| 鹿児島県      | 鹿児島テレビ（KTS）       | フジテレビ系列                               | 月 - 金曜日 12:55 - 13:25 | 同時ネット    |
| 沖縄県        | 沖縄テレビ（OTV）         | フジテレビ系列                               | 月 - 金曜日 12:55 - 13:25 | 同時ネット    |
| 山梨県        | 山梨放送（YBS）           | 日本テレビ系列                               | 月 - 金曜日 15:50 - 16:20 | 2時間55分遅れ |
| 徳島県        | 四国放送（JRT）           | 日本テレビ系列                               | 月 - 金曜日 15:50 - 16:20 | 2時間55分遅れ |

### 途中打ち切りのネット局
系列はネット打ち切り時点でのもの。
| 放送対象地域 | 放送局            | 系列                          | 遅れ       | 備考 |
| ------------ | ----------------- | ----------------------------- | ---------- | --- |
| 青森県       | 青森放送（RAB）   | 日本テレビ系列 テレビ朝日系列 | 遅れネット | 1991年9月30日打ち切り （青森朝日放送開局に伴う日本テレビ系フルネット局化によるもの）                                                           |
| 岩手県       | 岩手放送（IBC）   | TBS系列                       | 遅れネット | 現：IBC岩手放送 1991年3月29日打ち切り （岩手めんこいテレビ開局に伴い同局へ移行）                                                               |
| 山形県       | 山形テレビ（YTS） | フジテレビ系列                | 同時ネット | 1993年3月31日打ち切り （テレビ朝日系列へのネットチェンジに伴うもの、 以後1997年3月17日のさくらんぼテレビサービス放送開始まで山形県では未放送） |
| 山口県       | 山口放送（KRY）   | 日本テレビ系列 テレビ朝日系列 | 遅れネット | 1993年9月30日打ち切り （山口朝日放送開局に伴う日本テレビ系フルネット局化によるもの）                                                           |
| 高知県       | 高知放送（RKC）   | 日本テレビ系列                | 遅れネット | 1997年3月31日打ち切り （高知さんさんテレビ開局に伴い同局へ移行）                                                                               |
| 大分県       | 大分放送（OBS）   | TBS系列                       | 遅れネット | 2000年3月31日打ち切り （同時期にフジテレビが平日午後のワイドショーを一時廃止したのに伴うテレビ大分の平日午後枠の改編に伴い同局に移行）         |